# Andrée Yanacopoulo
Andrée Yanacopoulo és una metgessa, escriptora, traductora, professora i sociòlega del Quebec, nascuda en Tunis (Tunísia) el 14 de novembre de 1927.
Va ser la companya d'Hubert Aquin (1963-1977) amb el qual va tenir un fill, Emmanuel Aquin.

## Biografia
Va estudiar medicina a la Universitat de Lió, França. Es va establir al Quebec el 1960. Entre 1961 i 1964 va ser professora de sociologia a la Universitat de Mont-real. A continuació, va ensenyar al Col·legi de Santa Maria i la Universitat de Quebec a Mont-real fins al 1973, i després en Cégep de Siant-Laurent fins al 1989.
Alhora va dirigir, junt amb Nicole Brossard durant 6 anys, la col·lecció Délire de l'editorial Parti Pris, i va ocupar altres càrrecs de direcció en diferents editorials.
Va escriure un llibre titulat Signé Hubert Aquin: enquête sur le suicide d'un écrivain (Signat Hubert Aquin: investigació sobre el suïcidi d'un escriptor), després de la mort del seu cònjuge.
És editora en la seva editorial Point de fuite.

## Publicacions
- Au nom du Père, du Fils et de Duplessis, 1984
- Signé Hubert Aquin - enquête sur le suicide d'un écrivain (en col·laboració amb Gordon Sheppard), 1985
- Suzanne Lamy, 1990
- Hans Selye ou la cathédrale du stress, 1992
- Découverte de la sclérose en plaques. La raison nosographique, 1997
- Le Regroupement des Femmes Québécoises, 2003
- Henri F. Ellenberger. Une vie, 2009
- Simone Monet-Chartrand et Michel: Un couple engagé, escrit en col·laboració amb Paul Labonne, 2010

## Traduccions
- Comment aimer vivre seul («Living alone and liking it !» de Lynn Shanan), 1982
- La mémoire («Memory», d'Elizabeth Loftus), 1983

## Honors
- 1993 - Finalista al Prix du Gouverneur général, en la categoria d'assaig amb, Hans Selye ou la Cathédrale du stress.